# NGC 6162
NGC 6162 је лентикуларна галаксија у сазвежђу Херкул која се налази на NGC листи објеката дубоког неба.
Деклинација објекта је + 32° 50' 59" а ректасцензија 16h 28m 22,3s. Привидна величина (магнитуда) објекта NGC 6162 износи 13,6 а фотографска магнитуда 14,6. NGC 6162 је још познат и под ознакама UGC 10403, MCG 6-36-47, CGCG 168-14, KUG 1626+329C, HCG 82A, NPM1G +32.0473, PGC 58238.